# Phoebe Boswell

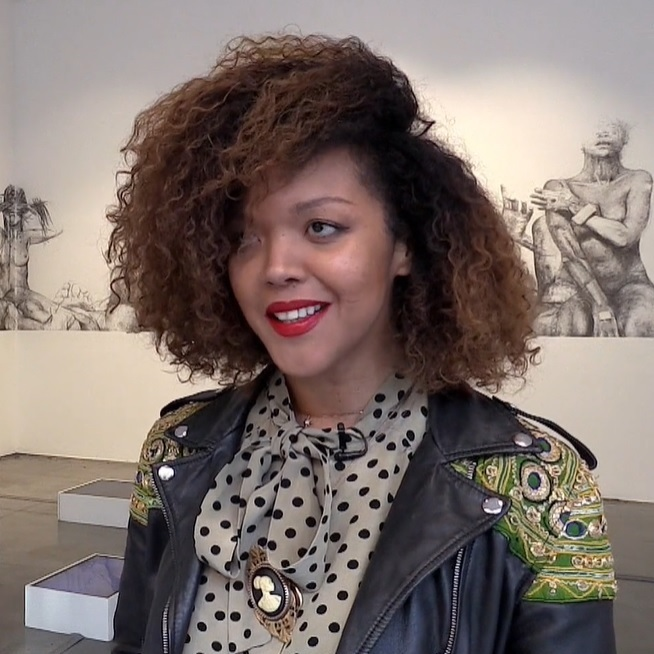
Phoebe Boswell, 2019

Phoebe Boswell (* 2. Januar 1982 in Nairobi) ist eine kenianisch-britische Multimediakünstlerin und Filmemacherin, die in London lebt. Sie gewann Preise in Großbritannien und der Ukraine und wurde als „eine der aufregendsten jungen Kunstschaffenden der heutigen Zeit“ bezeichnet.

## Leben
Phoebe Boswell wurde in Nairobi als Tochter des Piloten Timothy und der Lehrerin Joyce Boswell geboren. Als sie zwei Jahre alt war, zog die Familie nach Oman und drei Jahre später nach Bahrain. Boswell studierte am Central Saint Martins College of Art and Design, an der University of the Arts London und an der Slade School of Art an der Universität London. Ihr Abschlussfilm, The Girl With Stories in Her Hair (2009), wurde unter anderem als bester Film der British Animation Awards Public Choice, als bester Studierendenfilm beim Bradford Animation Festival und als beste Animation in Rushes Soho Shorts nominiert. Er war eine Auftragsproduktion für die National Gallery London und wurde vom Central St Martins College of Art produziert. Phoebe Boswell schrieb das Drehbuch, führte Regie und schuf Animationen und war darüber hinaus als Darstellerin beteiligt. Die Musik komponierte Andres Franco Medina-Mora.

## Werk
Im Anschluss an das Studium zog Boswell zurück nach Bahrain, um ihre Kindheit als Expat zu verarbeiten. Eine Einzelausstellung mit Porträts und aufgezeichneten Gesprächen wurde im Nationalmuseum in Bahrain gezeigt und unter dem Titel Bahrainona veröffentlicht. Im Jahr 2010 erschien ihr Film Sorry To Hear You Impaled Yourself on the Roof of Edinburgh College of Art, in Auftrag gegeben und produziert von 12foot6, ebenfalls mit Animationselementen von Boswell versehen, die auch Regie führte. Erzähler war Andrew Morgan. Der Film Dear Mr Shakespeare aus dem Jahr 2016, beauftragt vom British Council und der Zeitung The Guardian zum Gedenken an den 400. Todestag William Shakespeares, wurde beim Sundance Film Festival 2017 gezeigt. Er zeigt eine imaginäre Unterhaltung mit William Shakespeare über sein Stück Othello, in der Fragen von Diskriminierung und Hautfarbe besprochen werden, mit Verweisen auf die Erfahrungswelt Boswells zu Ängsten vor Immigranten und Schwarzen, die auch heute noch in der englischen Gesellschaft zu finden sind.

## Rezeption
Phoebe Boswells Multimedia-Kunstwerke wurden in zahlreichen Ausstellungen im Vereinigten Königreich, den USA, Südafrika, Schweden, der Schweiz, der Ukraine und Italien gezeigt. Sie hat das erste Sky Academy Arts Stipendium (2011) und im Jahr 2017 den mit 20.000 US-Dollar dotierten Sonderpreis des Future Generation Prize in Kiew erhalten, was dazu führte, dass ihre Arbeit Mutumia auch bei der Wiener Biennale gezeigt wurde. Ihre Arbeit wird als „vielschichtige Methode des Geschichtenerzählens“ beschrieben, mit der sie kulturelle Wurzeln und Identität sowie „flüchtige Mittelpunkte und Passagen der Migration“ erforsche. Sie befasst sich mit „dem Thema Zerbrechlichkeit und Glaubenssysteme“, „hinterfragt die falsche Darstellung des weiblichen und schwarzen Körpers in Gesellschaft und Kultur“ und „stellt den weiblichen Akt als Ort der Macht und des Heldentums neu dar“.

## Filmografie
- 2009: Bunty (Buch, Regie und Animation)
- 2009: The Girl With Stories In Her Hair
- 2010: Sorry To Hear You Impaled Yourself on the Roof of Edinburgh College of Art
- 2011: The Pendle Witch Child. Regie: Ros Ereira, Animation: Phoebe Boswell
- 2016: Dear Mr Shakespeare

## Auszeichnungen
- 2012: Sky Academy Arts Stipendium[1][5]
- 2017: Sonderpreis des Future Generation Art Prize bei der Biennale di Venezia 2017[6]
- 2021: Lumière Award der Royal Photographic Society